# Bednarze (Rybna)
Bednarze – część wsi Rybna w Polsce położona w województwie małopolskim, w powiecie krakowskim, w gminie Czernichów.
W latach 1975–1998 Bednarze należały administracyjnie do województwa krakowskiego.
W częściach przysiółku o nazwach Kocurowie oraz Kucoroszec, ma początek potok Rybnianka. Wypływa on z południowego stoku Łysej Góry. Płynie na południowy wschód przez tutejsze jurajskie wapienie. Po ok. 500 m z północnego wschodu wpływa do niego bezimienny potok, który ma źródło w północno–zachodniej części Nowego Świata w Rybnej.